# 트랩 패밀리 롯지

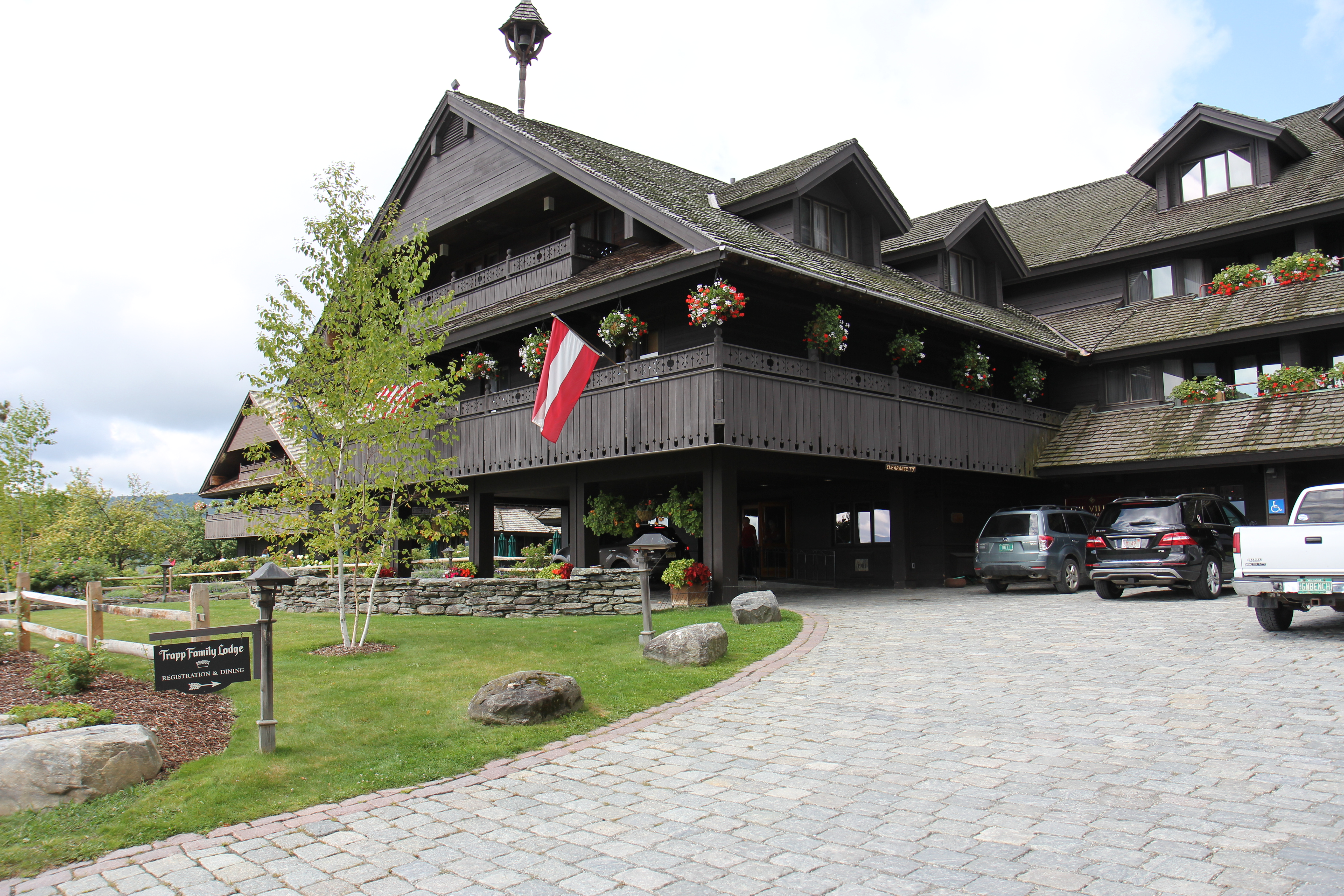
트랩 패밀리 롯지의 오스트리아 스타일 본관의 자동차 진입로

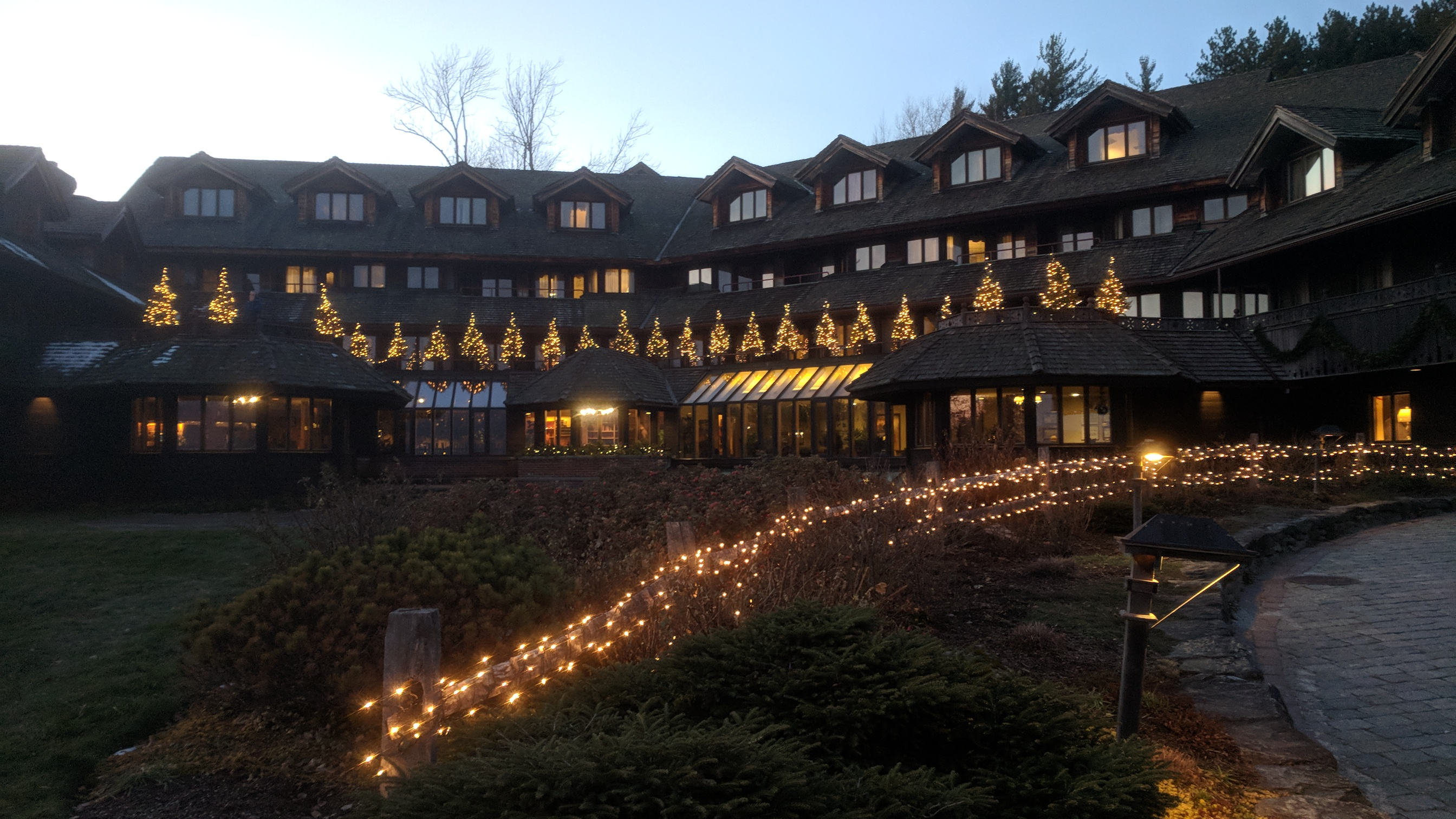
2017년 추수 감사절 다음날 크리스마스 트리로 장식된 롯지.

트랩 패밀리 롯지(Trapp Family Lodge)는 2,400 에이커 (9.7 km2) 버몬트주 스토우에 위치한 리조트이다. 오스트리아 뮤지컬 가족인 트랩 패밀리의 막내 멤버 요하네스 폰 트라프의 아들인 샘 폰 트랩(Sam von Trapp)이 관리한다.

## 역사
트랩 패밀리는 마리아 폰 트라프의 1949년의 책 《트랩 패밀리 싱어즈 이야기》(The Story of the Trapp Family Singers)를 기반으로 하는 1959년의 뮤지컬 사운드 오브 뮤직에서 대부분 허구화되었다. 게오르크 루트비히 폰 트라프 남작과 그의 아내 마리아는 1938년 나치 독일에 합병 된 직후 오스트리아를 떠나 1942년 가족과 함께 버몬트에 정착했다. 1947년 남작이 사망 한 후 가족은 집을 확장하여 27개의 객실을 갖춘 스키 롯지로 운영했다. 1980년 12월 20일 화재가 발생하여 소실되었다. 마리아 (폰 트라프 남작부인)를 포함하여 45 명이 잠옷을 입고 대피했는데, 숙박객 한명의 시신이 나중에 잔해에서 발견되었다. 93개의 객실을 갖춘 새로운 오스트리아 스타일의 롯지가 1983년에 문을 열었다.
마리아 폰 트라프는 1987년에 사망했는데 32 명의 가족 구성원이 롯지의 소유권을 공유했다. 요하네스 폰 트라프는 1994년 주식 합병을 하여 다른 가족 구성원의 이해관계를 소멸시켰는데, 이들은 합병 조건에 불만을 품어 자신들 주식의 대가로 받아야 할 금액에 대하여 법적 절차로 맞서 싸웠고 이 분쟁은 버몬트주 대법원까지 올라갔다.

## 시설
롯지에서는 크로스 컨트리 스키 및 산악 자전거 트레일, 피트니스 센터, 테니스 코트, 수영장, 왜건 및 썰매 타기를 제공하고 레스토랑, 라운지 및 선물 가게도 있다. 농장으로도 운영하여 자신의 메이플 시럽을 생산하고, 스코틀랜드 하이랜드 소, 닭, 돼지를 기르고, 3 개의 레스토랑에서 사용하는 자신의 야채를 재배한다.
롯지의 초원은 연례 행사인 버몬트 모차르트 축제의 주요 장소 중 하나이다.
2010년, 롯지에서는 폰 트랩 브루잉( Von Trapp Brewing)이라는 이름으로 맥주를 양조하기 시작하여 매년 약 60,000 미국 갤런 (230,000 l; 50,000 imp gal)을 생산한다. 양조장은 전통적인 독일 및 오스트리아 스타일의 라거를 생산한다. 2016년에 롯지의 언덕 아래에 폰 트랩 비어홀(Von Trapp Bierhall)을 열어서 음식과 음료를 제공한다. 맥주는 매사추세츠주 뉴햄프셔주 버몬트 전역의 레스토랑과 바에서 판매될뿐만 아니라 현장에서도 판매된다. 현재 연중 제공되는 제품은 Helles (4.9 % ABV), Vienna (5.2), Pilsner (5.4) 및 Dunkel (5.7)이다. 계절 맥주로는 Weissbier (5.2), India Pale Lager (5.5), Oktoberfest (5.6) 및 Trösten (6.0)가 있다.

## 가족 묘지
롯지 부지의 묘지에는 마리아를 포함한 여러 가족 구성원의 무덤이 있다.

## 크로스 컨트리 스키
1968-69년 겨울 동안, 당시 트랩 패밀리 롯지 주식회사(Trapp Family Lodge, Inc.)의 사장인 요하네스 폰 트라프는 롯지에서 크로스 컨트리 스키 트레일을 시작하는 아이디어를 내놓았다. 현재 트랩 패밀리 롯지의 부지 내에는 67 킬로미터 (42 mi)의 정리된 산책로와 100 킬로미터 (62 mi)의 야생의 산책로가 조성되어 있다.